# Mount Takahe
Der Mount Takahe ist ein inaktiver Schildvulkan im Marie-Byrd-Land in Westantarktika. An seinem Westhang ragt der Cadenazzi Rock 2,5 km östlich des Roper Point auf.
Das isoliert stehende Bergmassiv mit einem Volumen von 780 km³ ist geologisch sehr jung; die ältesten datierten Gesteine weisen ein Alter von 310.000 Jahren auf. Die jüngsten Ausbrüche des Vulkans ereigneten sich vermutlich ungefähr 5550 Jahre v. Chr. Analysierte Gesteinsproben des 3460 m hohen Mount Takahe bestanden aus Basanit, Benmoreit, Mugearit, Hawaiit und Trachyt.
Der Berg war wahrscheinlich unter denen, die der US-amerikanische Polarforscher Richard Evelyn Byrd bei Überflügen während der United States Antarctic Service Expedition (1939–1941) im Februar 1940 entdeckte.

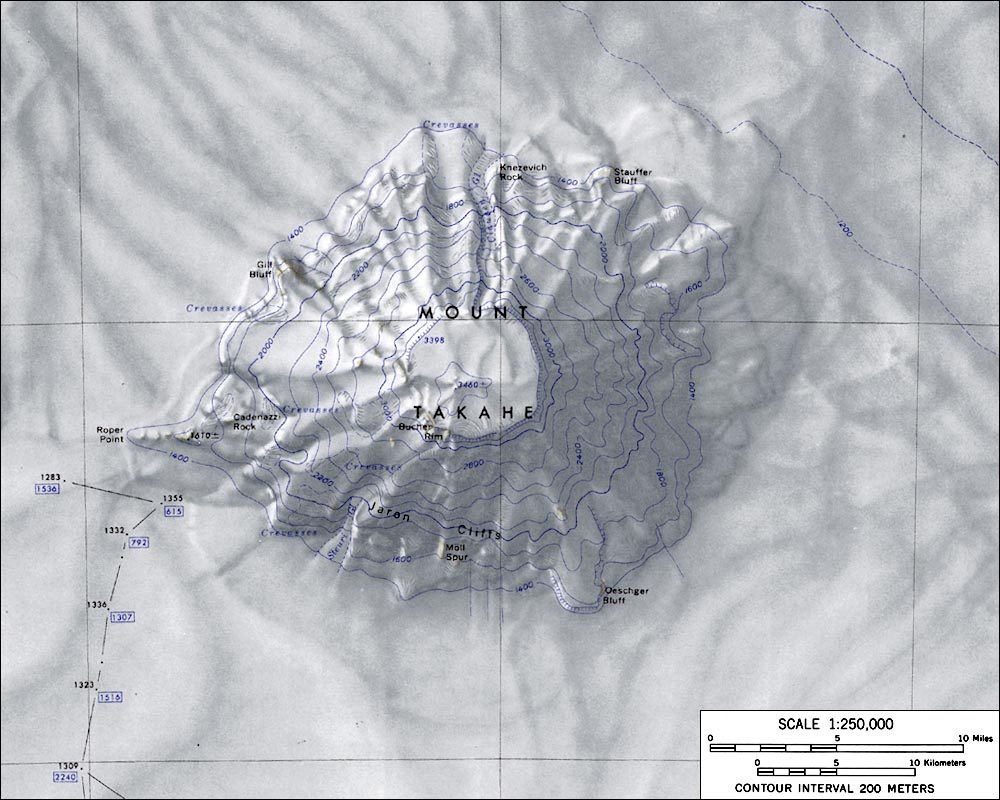
Topografische Karte von Mount Takahe (Maßstab 1:250.000)

Seinen Namen erhielt der Vulkan im Dezember 1957 von den Mitgliedern einer Forschergruppe nach der Takahē, einem neuseeländischen endemischen Vogel. „Takahe“ war der Spitzname der Douglas DC-3/LC-47, eines Flugzeuges der US-Marine, das die Gruppe nahe dem Berg mit Nachschub versorgte und Luftaufklärung zur Erkennung gangbarer Routen ermöglichte.